# Rodilhan
 Rodilhan es una comuna francesa situada en el departamento de Gard, en la región Occitania.

## Demografía
| 364 | 1019 | 1731 | 1784 | 2411 | 2493 | 2866 |
| Para los censos de 1962 a 1999 la población legal corresponde a la población sin duplicidades (Fuente: INSEE [Consultar]) |      |      |      |      |      |      |